# Seigneur
Seigneur (zu deutsch Herr) nannte sich in Frankreich ehemals jemand, der ein Lehen der Krone mit allen damit verbundenen Rechten über Person und Eigentum besaß. Diese Form der Herrschaft nannte man Seigneurie, den Inbegriff der Rechte aber, die dem Seigneur gebührten, Seigneuriage, und den Seigneur selbst Seigneur justicier, weil er die hohe oder niedere Gerichtsbarkeit über sein Lehen ausübte. Seit der Aufhebung des Lehnswesens am 4. August 1789 gab es diesen Status nicht mehr; der Titel wurde nur noch gegenüber souveränen Fürsten und Prinzen aus deren Familie benutzt.
Im Sprachgebrauch hat sich die Bezeichnung Grandseigneur erhalten. So wird heute in der Regel ein vornehmer, weltgewandter Herr bezeichnet. Manche bezeichnen so noch im engeren Sinne einen Mann, dessen Sitten und Lebensweise seine vornehme Abkunft und großes Vermögen verraten. Außerdem ist Le Grand-Seigneur die französische Bezeichnung des türkischen Sultans; Le Seigneur ist allein im französischen Kirchenstil der Name für Gottvater, während Jesus Christus vorzugsweise Notre-Seigneur heißt.
Auch das Wort Seignorage leitet sich von Seigneur ab.
Auch in Neufrankreich, sowie später bis 1854 auch in den französischsprachigen Teilen Britisch-Nordamerikas, findet sich der Begriff im Zusammenhang mit dem System der Grundherrschaft (régime seigneurial), welches ursprünglich auf dem Prinzip der abgabenfreien Landzuweisung durch die französische Krone an einzelne Grundherren (Seigneur) basierte, die das Land wiederum an Zuwanderer verpachteten, für deren Ansiedlung sie zu sorgen hatten.

## Co-Seigneur
Vereinzelt konnte es vorkommen, dass zwei oder mehrere Personen die Herrschaft über ein Gebiet ausübten. Meist waren verwandtschaftliche Beziehungen der Grund, zum Beispiel zwischen Vater und Sohn, zwischen Brüdern oder zwischen den Linien im mütterlichen Stamm. In diesen Fällen wurden die Herren als Co-Seigneurs bezeichnet. Diese Eigentumsform ist auch als Paragium bekannt.